# Ifrane
Ifrane (v tifinaghu ⵉⴼⵔⴰⵏ, arabským písmem إيفران) je město v Maroku, správní centrum stejnojmenné provincie. Žije v něm přibližně 14 tisíc obyvatel.
Město leží v pohoří Střední Atlas v nadmořské výšce přes 1600 metrů, je známé pod přezdívkou malé Švýcarsko. Lokalita byla osídlena již před padesáti tisíci lety. Od šestnáctého století se v údolí řeky Tizguit začali usazovat berberští pastevci, v jejichž jazyce ifran znamená „jeskyně“. Ve zdejších horách se v letech 1913–1917 ukrývali účastníci povstání proti francouzské protektorátní správě. Ifrane bylo založeno v roce 1928 jako zahradní město pro francouzské rodiny, politik Eirik Labonne místo vybral pro čistý horský vzduch a mírné klima připomínající Evropu. Bylo vybudováno množství rodinných domů v alpském stylu a římskokatolický kostel podle projektu Paula Tournona, po vyhlášení marocké nezávislosti přibyla také mešita. V roce 1993 zde byla zřízena vysoká škola Al Akhawayn University, financovaná saúdskoarabským kapitálem a vyučující v angličtině. Ifrane je prázdninovým letoviskem s luxusními hotely a nejvýznamnějším střediskem zimních sportů v Maroku. Je obklopeno cedrovými a borovými lesy, v národním parku Ifrane žije makak magot, karakal a jelen berberský. Nedaleko se nachází jezero Afennourir, využívané k rekreaci a rybolovu.
Dne 11. února 1935 bylo v Ifrane naměřeno –23,9 °C, což je historicky nejnižší teplota na africkém kontinentu.